# Pat Tillman
Pat Tillman (ur. 6 listopada 1976 w San Jose, Kalifornia, zm. 22 kwietnia 2004 w Afganistanie) – amerykański sportowiec, gracz futbolu amerykańskiego. Zyskał sławę rezygnując z kariery sportowej i zaciągając się do armii amerykańskiej po zamachu terrorystycznym na World Trade Center i pentagon 11 września 2001.

## Kariera sportowa
Studiował zarządzanie na Uniwersytecie Stanowym Arizony i był reprezentantem uczelni w futbolu amerykańskim. Grał na pozycji linebacker. W 1998 roku został wybrany w tzw. drafcie do ligi zawodowej National Football League w 7 rundzie z nr 226 przez zespół Arizona Cardinals. W Cardinalsach grał już na innej pozycji (safety). Był lojalny wobec klubu z Arizony, ponieważ gdy kończył mu się jego pierwszy kontrakt z klubem z Arizony odrzucił pięcioletni kontrakt gwarantujący zarobek 9 mln USD wysłany przez St. Louis Rams. W Arizonie grał w latach 1998–2001. Jego numer z którym grał w Cardinalsach (40) został zawieszony pod dachem hali University of Phoenix Stadium 12 listopada 2006 żeby upamiętnić Tillmana jako dobrego zawodnika, świetnego człowieka i wzorowego patriotę.
Statystyki kariery
Tackle 390
INT 3
Sack 2.5

## Służba wojskowa
W 2001, pod wpływem zamachów terrorystycznych we wrześniu tegoż roku, postanowił wstąpić do wojska i wziąć udział w ogłoszonej przez George’a Busha wojnie z terroryzmem. Jednocześnie odmówił przedłużenia kontraktu z Arizona Cardinals, w którym proponowano mu zarobki w wysokości 3,6 miliona dolarów. Razem z nim zaciągnął się brat, Kevin, gracz ligi baseballowej. W 2003 braci wyróżniono sportową nagrodą im. Artura Ashe za odwagę.
Pat Tillman służył w Iraku i Afganistanie. Zginął w czasie patrolu niedaleko granicy afgańsko-pakistańskiej, został zabity przez pomyłkę przez żołnierzy ze swojego oddziału (ang. friendly fire) 3 strzałami w głowę.
Fakt ten nastąpił po tym jak głośno zaczął mówić o niepokrywaniu się realiów które Tillman zastał na miejscu w górach afgańskich z faktami medialnymi dotyczącymi „wojny z terrorem”.